# محمد ناصر (رئيس وزراء)
الدكتور محمد ناصر (بالإندونيسية: Mohammad Natsir) ـ (17 يوليو 1908 ـ 14 مارس 1993) هو كاتب وباحث إسلامي وسياسي إندونيسي. كان خامس رئيس لوزراء إندونيسيا (في الفترة من 5 سبتمبر 1950 إلى 26 أبريل 1951).
ولد محمد بن ناصر إدريس دانوسيتارو سنة 1908 م (1326 م) في بلدة الآن بانغانغ في جزيرة سومطرة الغربية بإندونيسيا، وكان أبوه علماء الدين. تخرج ناصر في معهد برساتوان إسلام في باندونغ، ونال دبلوم التعليم سنة 1932 م، كما نال درجة الدكتوراه من الجامعة الإسلامية في جوك جاكرتا.
كتب ناصر 45 كتابًا والعديد من المقالات عن الإسلام، وكان يرى أن الإسلام جزء من صميم الثقافة الإندونيسية، مبديًا امتعاضه من تعامل حكومتي سوكارنو وسوهارتو مع مسألة الدين. حصل محمد ناصر على ثلاث درجات دكتوراه فخرية: واحدة من الجامعة الإسلامية في لبنان واثنتين من ماليزيا، كما حصل على جائزة الملك فيصل العالمية في مجال خدمة الإسلام سنة 1410 هـ (1980 م)، وكُرم اسمه في 10 نوفمبر 2008 بمنحه لقب «بطل إندونيسيا الوطني».
كان ناصر يجيد عدة لغات أجنبية، من بينها العربية والإنجليزية والهولندية والفرنسية والألمانية، كما كان على دراية بلغة الإسبيرانتو.
توفي محمد ناصر في العاصمة الإندونيسية جاكارتا في 14 مارس 1993.

## روابط خارجية
- محمد ناصر على موقع مونزينجر (الألمانية)